# Уразаєво (Нижньосергинський район)
Ураза́єво (рос. Уразаево) — присілок у складі Нижньосергинського району Свердловської області. Входить до складу Кленовського сільського оселення.
Населення — 21 особа (2010, 31 у 2002).
Національний склад станом на 2002 рік: татари — 97 %.